# Toby Stephens
Pour les articles homonymes, voir Stephens.
Toby Stephens, né le 21 avril 1969 à Londres, Angleterre, est un acteur britannique.
Dans les années 1990, il obtient assez vite une reconnaissance critique au sein de la Royal Shakespeare Company et remporte plusieurs récompenses de théâtre. En 2002, il joue le méchant du film de James Bond, Meurs un autre jour. Malgré cette nouvelle notoriété, il apparait peu au cinéma et joue plutôt au théâtre ou dans des séries britanniques telles que Napoléon en 2002 et Jane Eyre en 2006. De 2014 à 2017, il tient le rôle principal de la série américaine Black Sails.

## Biographie
Toby Stephens est le fils de deux grands acteurs britanniques : Maggie Smith et Robert Stephens. Il a un frère, l'acteur Chris Larkin,.
À cause des problèmes d'alcoolisme de Robert Stephens, Maggie Smith divorce alors qu'il est âgé de 4 ans. Les deux enfants vivent avec leur mère, entre Canada, États-Unis et Royaume-Uni, au fil de ses projets artistiques.
Elle se remarie avec le dramaturge Beverley Cross, qui devient un père pour les deux garçons,.
Il étudie à l'école Aldro de Shackleford, dans le comté de Surrey puis au Seaford College (en) d'East Lavington (en), dans le Sussex de l'Ouest. Il rejoint ensuite la London Academy of Music and Dramatic Art (LAMDA).

### Vie privée
Il reconnait avoir un problème d'alcoolisme dans les années 1990, comme son père qui en est mort en 1995. Son addiction commençait à avoir des conséquences sur son travail au théâtre : il s'est endormi, saoul, avant une représentation de Britannicus face à l'actrice Diana Rigg. Il a donc décidé de ne plus boire une seule goutte d'alcool,.
En 2001, il se marie avec l'actrice néo-zélandaise Anna-Louise Plowman, une ancienne camarade de classe perdue de vue qu'il a revue lors d'une audition pour un doublage. Ils ont trois enfants : Eli (né en 2007), Tallulah (née en 2009) et Kura (née en 2010),.

## Carrière
Toby Stephens fait ses débuts au cinéma en 1992 dans le film Orlando de Sally Potter dans le rôle d'Othello. La même année, il apparait dans la mini-série The Camomile Lawn.
Mais il commence sa carrière au théâtre, notamment au sein de la Royal Shakespeare Company.
En 1994, alors qu'il n'est âgé que de 25 ans, il joue le rôle-titre de Coriolan de William Shakespeare. Il obtient une reconnaissance critique et se voit récompensé du Ian Charleson Award et du John Gielgud Award (en),. Il joue dans Unfinished Business et Mesure pour mesure sous la direction de Stephen Pimlott, dans Le Songe d'une nuit d'été dans une mise en scène d'Adrian Noble, dans Antoine et Cléopâtre pour John Caird (en), dans Un tramway nommé Désir, Tartuffe et Tout est bien qui finit bien sous la direction de Peter Hall.
En 1996, il fait son retour au cinéma dans La Nuit des rois de Trevor Nunn. Il joue dans plusieurs films tels que Forever de Nick Willing en 1997, Onegin de Martha Fiennes en 1999, Space Cowboys de Clint Eastwood en 2000 et Possession de Neil LaBute en 2001. Il apparait également à la télévision, dans les mini-séries The Tenant of Wildfell Hall en 1996 et Perfect Strangers (en) en 2001, et dans le téléfilm Gatsby le Magnifique (en) de Robert Markowitz en 2000.
En 2002, il joue le rôle de Gustav Graves, le méchant du 20e film de James Bond, Meurs un autre jour de Lee Tamahori, face à Pierce Brosnan en agent 007. À 33 ans, il est alors le plus jeune acteur à jouer un méchant de la saga. Plus tard, il dira à propos du film et de son personnage (un nord-coréen génétiquement modifié), que c'était « l'apothéose du ridicule ». Malgré sa nouvelle notoriété, il disparait du grand écran, ne se voyant offrir que des rôles de « méchants britanniques chics dans des films américains »,.
Il se met alors à apparaitre plus souvent à la télévision, comme dans les mini-séries Napoléon en 2002, Cambridge Spies en 2003, et London (en) en 2004. Il joue également dans des épisodes des séries Hercule Poirot en 2003 et Meurtres en sommeil en 2005, et refait son apparition au cinéma dans Mangal Pandey: The Rising de Ketan Mehta en 2005 et dans Dark Corners (en) de Ray Gower et Severance de Christopher Smith en 2006.
En 2006, il joue l'un des rôles principaux de la mini-série Jane Eyre de la BBC. Il obtient des critiques enthousiastes et se voit nommé au Satellite Award du meilleur acteur dans une mini-série ou un téléfilm l'année suivante.
Il continue à jouer dans des séries : Robin des Bois en 2009, Vexed de 2010 à 2012, Strike Back et Miss Marple en 2010, Londres, police judiciaire en 2011, Inspecteur Lewis en 2012.
À partir de 2014, jusqu'en 2017, il joue le rôle du Capitaine Flint, personnage principal de la série américaine de piraterie Black Sails, inspirée du roman L'Île au trésor de Robert Louis Stevenson.
En 2015, il joue dans la mini-série And Then There Were None, adaptée du roman Dix petits nègres d'Agatha Christie.
En 2018, il joue dans la série télévisée Perdus dans l'espace.

## Filmographie

### Cinéma
- 1992 : Orlando de Sally Potter : Othello
- 1996 : La Nuit des rois (Twelfth Night: Or What You Will) de Trevor Nunn : Duc Orsino
- 1997 : Forever de Nick Willing : Charles Castle
- 1998 : La Cousine Bette (Cousin Bette) de Desmond Mac Anuff : Victorin Hulot d'Ervy
- 1999 : Onegin de Martha Fiennes : Vladimir Lensky
- 1999 : Sunset Heights de Colm Villa : Luke Bradley
- 2000 : Space Cowboys de Clint Eastwood : Frank jeune
- 2000 : The Announcement de Troy Miller : Ross
- 2001 : Possession de Neil LaBute : Fergus Wolfe
- 2002 : Meurs un autre jour (Die Another Day) de Lee Tamahori : Gustav Graves
- 2005 : Mangal Pandey : The Rising de Ketan Mehta : Capitaine William Gordon
- 2006 : Severance de Christopher Smith : Harris
- 2006 : Dark Corners de Ray Gower : Dr Woodleigh
- 2013 : The Machine de Caradog W. James : Vincent McCarthy
- 2013 : Deadly Game de George Isaac : Riley
- 2013 : Believe de David Scheinmann : Dr Farquar
- 2016 : 13 Hours de Michael Bay : Glen « Bub » Doherty
- 2016 : The Journey de Nick Hamm : Tony Blair
- 2018 : Hunter Killer de Donovan Marsh : Lieutenant Bill Beaman

#### Court métrage
- 2007 : One Day de James Barriscale : Mr Buckel
- 2010 : The Lost Explorer de Tim Walker : Gerald Piker-Smith

### Télévision

#### Séries télévisées
- 1992 : The Camomile Lawn : Oliver jeune
- 1996 : The Tenant of Wildfell Hall : Gilbert Markham
- 2001 : Perfect Strangers : Charles
- 2002 : Napoléon : Alexandre Ier de Russie
- 2003 : Cambridge Spies : Kim Philby
- 2003 : Hercule Poirot (Agatha Christie's Poirot) : Philip Blake
- 2004 : London : Casanova
- 2005 : Meurtres en sommeil (Waking the Dead) : Dr Nick Henderson
- 2006 : Jane Eyre : Edward Fairfax Rochester
- 2007 : The Wild West : Général George Armstrong Custer
- 2008 : Wired : Détective Crawford Hill
- 2009 : Robin des Bois (Robin Hood) : Prince Jean
- 2010 : Strike Back : Frank Arlington
- 2010 : Miss Marple (Agatha Christie's Marple) : George Pritchard
- 2010 - 2012 : Vexed : DI Jack Armstrong
- 2011 : Londres, police judiciaire (Law and Order : UK) : Martin Middlebrook
- 2012 : Inspecteur Lewis (Lewis) : David Connelly
- 2014 - 2017 : Black Sails : Capitaine Flint
- 2015 : And Then There Were None : Dr Edward Armstrong
- 2018 : Perdus dans l'espace (Lost in Space) : John Robinson
- 2019 : Summer of Rockets : Samuel Petrukhin
- 2021 : Alex Rider : Damian Cray
- 2023 : Percy Jackson et les Olympiens : Poséidon
- 2024 : Un jour : Lionel Cope
- 2024 : Batman, le justicier masqué : James Craddock / Gentleman Ghost (voix originale)

#### Téléfilms
- 2000 : Gatsby le Magnifique (en) de Robert Markowitz : Jay Gatsby
- 2005 : The Queen's Sister (en) : Tony Armstrong Jones
- 2006 : The Best Man d'Alex Pillai : Peter Tremaine
- 2006 : Sharpe's Challenge (en) de Tom Clegg (en) : William Dodd

## Théâtre
- 1992 : Tartuffe de Molière, mise en scène Peter Hall : Damis (Playhouse Theatre, Londres)
- 1992 : Tamerlan le Grand de Christopher Marlowe, mise en scène Terry Hands : Celebinus / Roi d'Alger (RSC)
- 1992 : Antoine et Cléopâtre de William Shakespeare, mise en scène John Caird (en) : Sextus Pompée (RSC)
- 1992 : Tout est bien qui finit bien de William Shakespeare, mise en scène Peter Hall : Bertrand (RSC)
- 1993 : Wallenstein de Friedrich von Schiller, mise en scène Tim Albery (en) : Max Piccolomini (RSC)
- 1994 : Unfinished Business de Michael Hastings, mise en scène Steven Pimlott (en) : Beamish jeune (RSC)
- 1994 : Coriolan de William Shakespeare, mise en scène David Thacker (en) : Coriolan (RSC)
- 1994 : Le Songe d'une nuit d'été de William Shakespeare, mise en scène Adrian Noble : Lysandre (RSC)
- 1994 : Mesure pour mesure de William Shakespeare, mise en scène Steven Pimlott : Claudio (RSC)
- 1996 : Un tramway nommé Désir de Tennessee Williams, mise en scène Peter Hall : Stanley Kowalski (Haymarket Theatre, Londres)
- 1998 : Phèdre de Jean Racine, mise en scène Jonathan Kent (en) : Hippolyte (Almeida Theatre, Londres, et BAM, New York)
- 1998 : Britannicus de Jean Racine, mise en scène Jonathan Kent : Néron (Almeida Theatre et BAM)
- 1999 : L'Invitation au château de Jean Anouilh, mise en scène Gerry Gutierrez : Hugo / Frederick (Lincoln Center Theater, New York)
- 2001 : Japes de Simon Gray (en), mise en scène Peter Hall : Japes (Haymarket Theatre)
- 2001 : The Royal Family (en) de George S. Kaufman et Edna Ferber, mise en scène Peter Hall : Anthony Cavendish (Haymarket Theatre)
- 2004 : The Pilate Workshop d'Helen Edmundson, mise en scène Michael Boyd (en) : Jésus (RSC)
- 2004 : Hamlet de William Shakespeare, mise en scène Michael Boyd : Hamlet (RSC)
- 2007 : Trahisons d'Harold Pinter, mise en scène Roger Michell : Jerry (Donmar Warehouse, Londres)
- 2007 : La Provinciale de William Wycherley, mise en scène Jonathan Kent : Harry Horner (Haymarket Theatre)
- 2009 : Une maison de poupée d'Henrik Ibsen, mise en scène Kfir Yefet : Torvald Helmer (Donmar Warehouse)
- 2010 : The Real Thing de Tom Stoppard, mise en scène Anna Mackmin (en) : Henry (Théâtre Old Vic, Londres)
- 2010 : La Mort de Danton de Georg Büchner, mise en scène Michael Grandage : Georges Jacques Danton (National Theatre, Londres)
- 2012 - 2013 : Les Amants terribles de Noël Coward, mise en scène Jonathan Kent : Elyot (Gielgud Theatre (en), Londres)
- 2017 : Oslo de J.T. Rogers, mise en scène Bartlett Sher : Terje Larsen (National Theatre, puis Harold Pinter Theatre, Londres)

## Voix francophones
En France, Pierre-François Pistorio est la voix la plus régulière de Toby Stephens, le doublant à trois reprises. Éric Herson-Macarel et Rémi Bichet l'ont également doublé à deux occasions.
En France
| - Pierre-François Pistorio, dans : - Strike Back (série télévisée) - Black Sails (série télévisée) - Hunter Killer - Éric Herson-Macarel dans : - Meurs un autre jour - Percy Jackson et les Olympiens (série télévisée) - Rémi Bichet dans : - Jane Eyre (mini-série) - 13 Hours | Et aussi - Hervé Jolly dans Space Cowboys - Taric Mehani dans Possession - Patrick Noérie dans Hercule Poirot (série télévisée) - Pierre Tessier dans Severance - Laurent Natrella dans Robin des Bois (série télévisée) - Bernard Lanneau dans Miss Marple (série télévisée) - Jérôme Keen dans Deadly Game (en) - Jean-François Lescurat dans Agatha Christie : Dix Petits Nègres (mini-série) - Jérôme Pauwels dans Perdus dans l'espace (série télévisée) - Benoît Grimmiaux dans Alex Rider (série télévisée) - Philippe Vincent dans Un jour (mini-série) |

Au Québec
- Patrick Chouinard[11] dans :
  - 13 Heures : Le Secret des Soldats de Benghazi
  - Opération Hunter-Killer

Et aussi
- Tristan Harvey dans Vision des ténèbres (en)[11]
- Louis-Philippe Dandenault dans Alex Rider[11] (série télévisée)

## Distinctions

### Récompenses
- Ian Charleson Awards 1992 : Second prix pour la pièce Tout est bien qui finit bien
- Ian Charleson Awards 1994 : Premier prix pour la pièce Coriolan
- The Gielgud Award (en) 1994 : Meilleur acteur pour Coriolan

### Nominations
- Saturn Awards 2003 : Meilleur acteur dans un second rôle pour Meurs un autre jour
- Satellite Awards 2007 : Meilleur acteur dans une mini-série ou un téléfilm pour Jane Eyre